# Zuyderzée
Departamentul Zuyderzée (franceză Département des Zuyderzée, neerlandeză Departement Zuiderzee) a fost un departament al Franței din perioada primului Imperiu. 
Departamentul a fost format în urma anexării Regatului Olandei de către Primul Imperiu Francez în 1811. Departamentul ocupa un teritoriu din fostelor provincii ale Țărilor de Jos Comitatul Olanda și senioria Utrecht. Odată cu formarea Republicii Batave în 1798 teritoriul este organizat sub forma de departamente, după modelul francez, teritoriul Zuyderzée aparținând departamentelor Tessel, Amstel, Delf și Rijn. În 1801 acestea sunt reorganizate, în regiune fiind formate departamentele Utrecht și Holland acesta din urmă fiind reorganizat la rândul lui în 1807 în regiune fiind format departamentul Amstelland. În urma refuzului Regatului Olandei de a aplica complet Blocada Continentală Imperiul Francez incorporarează întregului Regat Olandez în Imperiu în 1810, departamentul Zuyderzée fiind format din reunirea departamentelor Utrecht și Amstelland.
Departamentul este numit după golful Zuyderzee, din 1932 separat față de mare printr-un dig impresionant. Reședința departamentului a fost orașul Amsterdam. Departamentul era administrat indirect prin intermediul administrației franceze de la Haga, împreună cu celelalte departamente nordul fostului Regat Olanda.
Departamentul este divizat în 6 arondismente și 38 cantoane astfel:
- arondismentul Amsterdam, cantoanele: Amsterdam, Baambrugge, Kudelstaart, Loenen, Naarden, Nieuwer-Amstel, Oud-Loosdrecht, Watergraafsmeer și Weesp.
- arondismentul Alkmaar, cantoanele: Alkmaar, De Rijp, Schagen, Texel, Wieringen și Zijpe.
- arondismentul Amersfoort, cantoanele: Amersfoort, Rhenen și Wijk bij Duurstede.
- arondismentul Haarlem, cantoanele: Beverwijk, Bloemendaal, Haarlem, Heemstede, Oostzaan, Westzaan și Zaandam.
- arondismentul Hoorn, cantoanele: Edam, Enkhuizen, Grootebroek, Hoorn, Medemblik, Monnickendam și Purmerend.
- arondismentul Utrecht, cantoanele: IJsselstein, Maarssen, Mijdrecht, Schoonhoven, Utrecht și Woerden.

În urma debarcării viitorului rege William I la Scheveningen și a oucpării succesive a Țărilor de Jos, Franța pierde controlul asupra regiunii începând de la sfârșitul lui 1813. În urma înfrângerii lui Napoleon în 1814 teritoriul intră în componența Regatului Unit al Țărilor de Jos în cadrul căreia face parte din provinciile Holland și Utrecht. Provincia Holland a fost divizată în 1840 iar actualmente teritoriul aparține provinciei Olanda de Nord din Olanda.